# 遮放农场
芒市遮放农场，原称国营遮放农场，是云南省德宏傣族景颇族自治州芒市的一个农场，位于遮放坝，场部所在地户拉村。遮放农场原是云南省农垦总局下属的农场之一，2010年12月实施体制改革，由农垦系统移交地方管理。

## 历史
1956年1月，昆明市青年志愿垦荒队员97人来到遮放户拉，建立遮放青年集体农庄。同年3月1日云南省农业厅热带作物局接管集体农庄，屯垦戍边，改称国营遮放垦殖场，1962年分建为遮放、戛中、弄西三个国有农场。1963年，遮放、戛中、弄西、弄坎四个国有农场组建国营农场遮放总场，四个国有农场归属总场管理，同时遮放农场更名户拉农场。1966年曾在芒海建立芒海农场，次年撤销。1969年安置了成都、昆明、北京、上海等地以及潞西民族中学的知青共1,466人:75。1970年云南生产建设兵团成立，国营农场遮放总场改建为第三师第十二团；1974年兵团撤销，恢复农场建制:50。2010年12月实施体制改革，由农垦总局移交芒市人民政府管理，设立芒市遮放农场委员会和管委会。

## 地理
遮放农场位于芒市遮放镇西部的遮放坝，总面积24.03平方千米，土地分布插花于当地数十个村寨之间。场部距离遮放11千米、距离芒市54千米，距离瑞丽48千米:42。

## 人口
遮放农场的人口主要为1950年代的垦荒队员、中国人民解放军转业退伍军人、保山地区移民、中国东部地区的知青及其后代等。50年代末、60年代初、70年代初是人口增长的主要时期，80年代开始人口稳定在6,000人左右:59。2020年普查，遮放农场有4,838人。

## 行政区划
芒市遮放农场下辖以下地区：
遮农社区（2018年9月新建）、晓阳社区（原户拉办事处）、垦西社区（原弄西办事处）、兴盛社区（原戛中办事处）和江畔社区（原弄坎办事处）。:144

## 经济
芒市遮放农场主要发展橡胶、茶叶、咖啡产业，建有橡胶加工厂、茶厂等机构。